# Okrug Ilava
Okrug Ilava (slovački: Okres Ilava) nalazi se u zapadnoj Slovačkoj u  Trenčínskom kraju na granici s Češkom. U okrugu živi 56 920 stanovnika, dok je gustoća naseljenosti 158,77 stan/km². Ukupna površina okruga je 358,50 km². Glavni grad okruga Ilava je istoimeni grad Ilava s 5558 stanovnikom.

## Stanovništvo
| Godina:     | 1993.  | 2003.   | 2013.   | 2023.   |
| ----------- | ------ | ------- | ------- | ------- |
| Broj ljudi: | 61 958 | 61 468  | 60 428  | 56 920  |
| Razlika:    |        | -0,79 % | -1,69 % | -5,80 % |

| Godina:     | 2022.  | 2023.   |
| ----------- | ------ | ------- |
| Broj ljudi: | 57 129 | 56 920  |
| Razlika:    |        | -0,36 % |

## Gradovi
- Dubnica nad Váhom
- Ilava
- Nová Dubnica

## Općine
- Bohunice
- Bolešov
- Borčice
- Červený Kameň
- Dulov
- Horná Poruba
- Kameničany
- Košeca
- Košecké Podhradie
- Krivoklát
- Ladce
- Mikušovce
- Pruské
- Sedmerovec
- Slavnica
- Tuchyňa
- Vršatské Podhradie
- Zliechov